# تيم غاي
تيم غاي (بالإنجليزية: Tim Gay)‏ هو سياسي أمريكي، ولد في 9 يوليو 1979. حزبياً، نشط في لاحزبي ‏.